# Drottens kyrkoruin
För kyrkoruinen i Visby, se Drottens kyrkoruin, Visby.

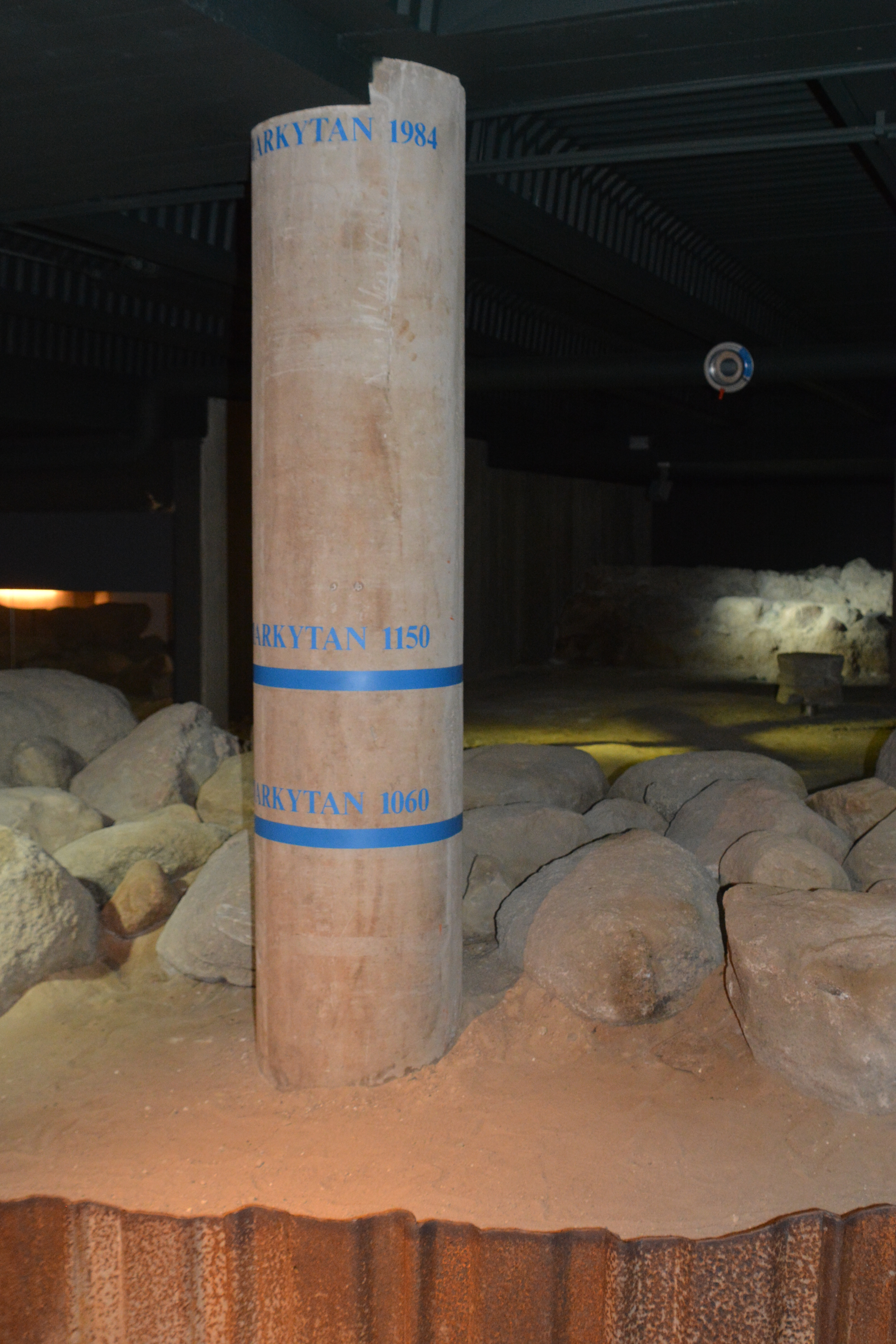
Måttskala för historisk marknivå

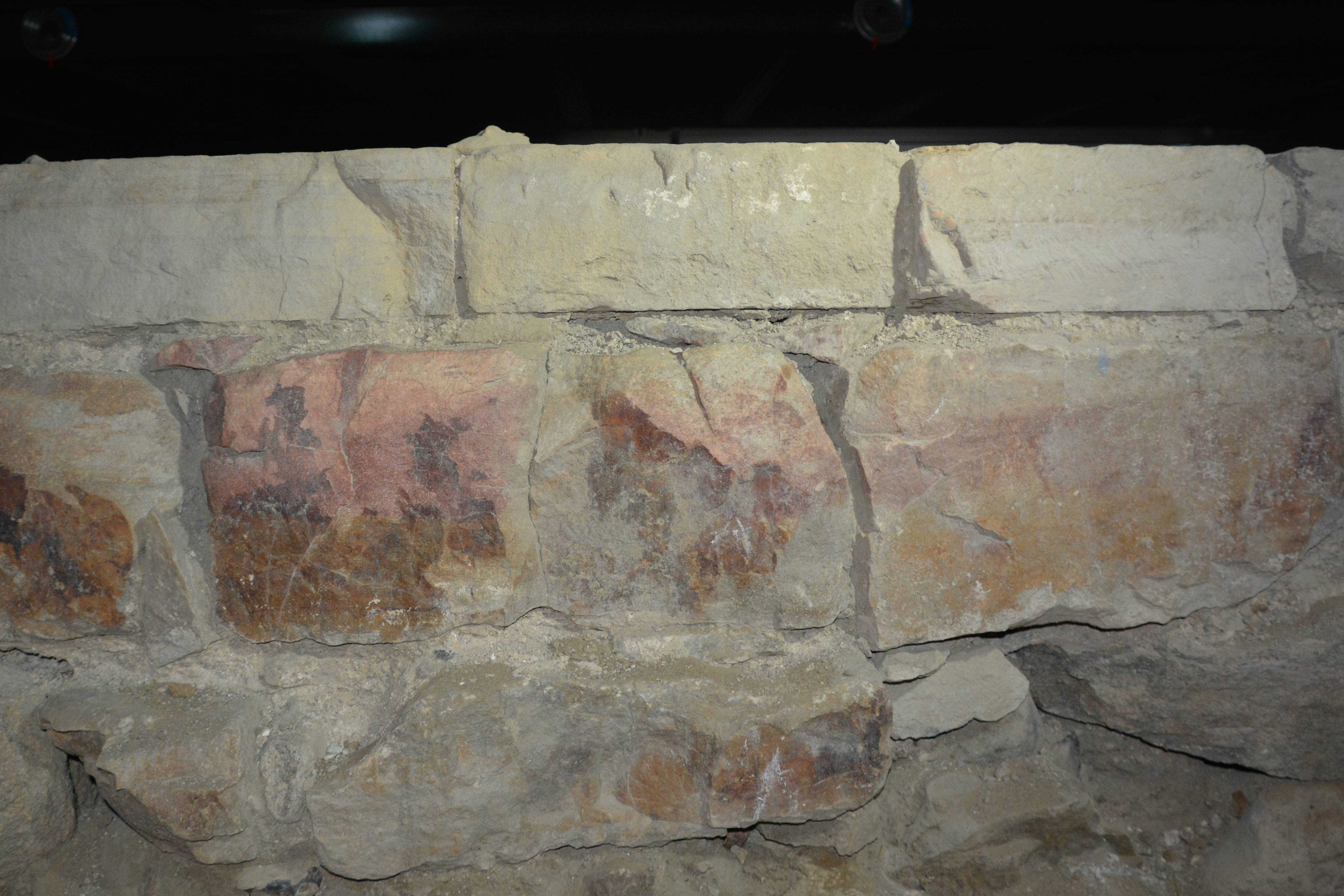
Kvaderstenar i norra väggen

Drottens kyrkoruin är en medeltida kyrkoruin i centrala Lund som sedermera blivit ett museum.
Drottens kyrka, eller Sanctae Trinitatis, byggdes förmodligen under senare delen av 1000-talet eller början av 1100-talet. Den tros ha ersatt en närliggande träkyrka, som kan ha haft samma namn. Den revs i samband med reformationen i Danmark och över kyrkans gamla plats utlades senare gatan Kattesund.
I samband med utgrävningar på Kattesund under 1970- och 1980-talet återfanns grundmurar av kyrkan. Lämningar av tre äldre stavkyrkor hittades också i närheten, två ganska små norr respektive söder om stenkyrkan och en större öster därom. Det beslutades att grundmurarna skulle få ligga kvar och göras om till ett underjordiskt museum och att ett hus skulle byggas ovanpå.
Museet kunde invigas den 11 september 1987. Efter att ha varit stängt i några år, återinvigdes museet i december 2006.